# Aechmea linharesii
Espèce
Classification phylogénétique
Aechmea linharesii est une espèce de plantes à fleurs de la famille des Bromeliaceae, endémique du Brésil.

## Distribution
L'espèce est endémique de l'État de Bahia au Brésil.